# Augen Bluffs
Die Augen Bluffs sind Felsenkliffs in der antarktischen Ross Dependency. In der Miller Range des Transantarktischen Gebirges befinden sie sich zwischen dem Orr Peak und dem Isocline Hill entlang der Westflanke des Marsh-Gletschers.
Die geologische Mannschaft der Ohio State University, die das Gebiet zwischen 1967 und 1968 untersuchte, benannte sie nach dem Augengneis, der als metamorphes Gestein in den Kliffs enthalten ist.